# 경기새울학교
경기새울학교는 경기도 이천시 율면에 있는 학교 부적응 학생을 위한 중학교 과정의 각종학교이다.

## 연혁
- 2013년 6월 1일 : 옛 율면초등학교 자리에 개교